# Stephen Dillane
Stephen John Dillane (Londres, 27 de marzo de 1957) es un actor británico. Entre sus trabajos se encuentran Leonard Woolf en Las horas, Stannis Baratheon en Game of Thrones, Glen Foy en Goal! y Thomas Jefferson en la miniserie de HBO John Adams, papel por el que fue nominado a los premios Primetime Emmy en la categoría de mejor actor de reparto en una miniserie o película. Recibió un premio Tony por su actuación en The Real Thing, de Tom Stoppard.

## Primeros años
Dillane nació en Kensington (Londres), de una madre inglesa, Bridget Curwen, y un padre cirujano australiano, John Dillane. Estudió historia y ciencia política en la Universidad de Exeter y luego trabajó como periodista para Croydon Advertiser. No feliz con su carrera, leyó cómo el actor Trevor Eve dejó la arquitectura por la actuación y ello provocó su entrada en Bristol Old Vic Theatre School. Durante los primeros años de su carrera fue conocido con el nombre de Stephen Dillon, pero volvió a usar su nombre de nacimiento en la década de 1990.

## Carrera
Dillane tiene una extensa carrera en teatro. Entre los papeles que ha realizado se encuentran Archer, de The Beaux' Stratagem de George Farquhar (Royal National Theatre, 1989), el prior Walter, de Angels in America (1993), Hamlet (1994), Clov, de Final de partida (1996), Tío Vania (1998), Henry, de The Real Thing de Tom Stoppard (por el que ganó un premio Tony en 2000), The Coast of Utopia (2002) y Macbeth (2005). 
En 2005 participó de una puesta de Cuatro cuartetos, dirigido por Katie Mitchell. El espectáculo, que combinaba la poesía de T.S. Eliot con el Cuarteto de cuerda n.º 15 de Beethoven, se presentó en Londres y Nueva York. En 2010 trabajó en La tempestad y Como gustéis, ambas producidas por el Bridge Project.
En cine, Dillane interpretó a Horacio en la adaptación cinematográfica de 1990 de Hamlet, a Michael Henderson (personaje basado en el periodista inglés Michael Nicholsonen) en Welcome to Sarajevo (1997), y a Harker en Spy Game (2001). También encarnó a Leonard Woolf en Las horas (2002), al legendario jugador británico de golf Harry Vardon en The Greatest Game Ever Played (2005) y a Glen Foy en la trilogía de Goal!. 
En televisión, actuó en John Adams como Thomas Jefferson. En julio de 2011 se anunció que sería Stannis Baratheon en Game of Thrones.
En 2012 interpretó a Rupert Keel, director de la Organización Byzantium, una compañía de seguridad privada en la serie Hunted.
Ese mismo año, Dillane participó en la película independiente británica Papadopoulos & Sons, en la que interpreta al emprendedor Harry Papadoupulos, quien se ve obligado a empezar de cero tras sufrir una crisis financiera. Su propio hijo, Frank Dillane, interpreta a su hijo ficticio en la película. 
En enero de 2013, Dillane fue anunciado como uno de los actores principales de The Tunnel, serie de Sky Atlantic, trabajo por el que recibió un Premio Emmy Internacional al mejor actor protagónico.

## Vida personal
Tiene dos hijos con la actriz Naomi Wirthner, Seamus y Frank Dillane, también actor, quien interpretó al adolescente Voldemort en la adaptación cinematográfica de Harry Potter y el misterio del príncipe. Su hermano menor, Richard Dillane, es también actor.

## Filmografía

### Películas
| Año  | Película                        | Personaje                       | Notas     |
| ---- | ------------------------------- | ------------------------------- | --------- |
| 1987 | The Secret Garden               | Capitán Lennox                  | Telefilme |
| 1990 | Hamlet                          | Horatio                         |           |
| 1996 | Two If by Sea                   | Evan Marsh                      |           |
| 1997 | Bienvenidos a Sarajevo          | Michael Henderson               |           |
| 1997 | Déjà Vu                         | Sean                            |           |
| 1998 | Love and Rage                   | Dr. Croly                       |           |
| 1998 | Firelight                       | Charles Godwin                  |           |
| 1998 | Kings in Grass Castles          | Patsy                           | Telefilme |
| 2000 | Ordinary Decent Criminal        | Noel Quigley                    |           |
| 2001 | Spy Game                        | Charles Harker                  |           |
| 2001 | The Parole Officer              | Inspector Burton                |           |
| 2002 | The Truth About Charlie         | Charlie                         |           |
| 2002 | The Gathering                   | Simon Kirkman                   |           |
| 2002 | The Hours                       | Leonard Woolf                   |           |
| 2004 | King Arthur                     | Merlín                          |           |
| 2004 | Haven                           | Mr. Allen                       |           |
| 2005 | The Greatest Game Ever Played   | Harry Vardon                    |           |
| 2005 | Goal!                           | Glen Foy                        |           |
| 2005 | Nine Lives                      | Martin                          |           |
| 2007 | Goal II: Living the Dream       | Glen Foy                        |           |
| 2007 | Fugitive Pieces                 | Jakob Beer                      |           |
| 2007 | Savage Grace                    | Brooks Baekland                 |           |
| 2008 | The Shooting of Thomas Hurndall | Anthony Hurndall                |           |
| 2008 | God on Trial                    | Schmidt                         | Telefilme |
| 2009 | 44 Inch Chest                   | Mal                             |           |
| 2009 | Storm                           | Keith Haywood                   |           |
| 2011 | Perfect Sense                   | Stephen Montgomery              |           |
| 2012 | Papadopoulos & Sons             | Harry Papadopoulos              |           |
| 2012 | Twenty8k                        | DCI Edward Stone                |           |
| 2012 | La noche más oscura             | Consejero de seguridad nacional |           |
| 2018 | Outlaw King                     | Eduardo I de Inglaterra         |           |
| 2021 | Boxing Day                      | Richard                         |           |
| 2024 | The Outrun                      | Andrew                          |           |

### Televisión
| Año       | Programa                 | Personaje         | Notas                                         |
| --------- | ------------------------ | ----------------- | --------------------------------------------- |
| 1985      | Remington Steele         | Bradford Galt     | Episodio: "Steel Searching: Part 1"           |
| 1988      | The One Game             | Nicolas Thorne    | 4 episodios                                   |
| 1991      | Boon                     | Paul Lyle         | Episodio: "Help Me Make It Through the Night" |
| 1991      | Ruth Rendell Mysteries   | Philip Blackstock | Episodio: "Achilles Heel"                     |
| 2001      | The Cazalets             | Edward Cazalet    | 6 episodios                                   |
| 2008      | John Adams               | Thomas Jefferson  |                                               |
| 2010      | Agatha Christie's Marple | Inspector Finch   | Episodio: "The Secret Affair of Chimneys"     |
| 2012      | Hunted                   | Rupert Keel       | 8 episodios                                   |
| 2012      | Secret State             | Paul J. Clark     | 4 episodios                                   |
| 2012–2015 | Game of Thrones          | Stannis Baratheon | 24 episodios                                  |
| 2013-2017 | The Tunnel               | DCI Karl Roebuck  | 10 episodios                                  |
| 2013      | A Touch of Cloth         | McCratty          | 2 episodios                                   |
| 2020      | The Crown                | Graham Sutherland | 1 episodios                                   |

## Premios y nominaciones
| Año  | Premio                                                                | Obra                            | Resultado |
| ---- | --------------------------------------------------------------------- | ------------------------------- | --------- |
| 1998 | AACTA Award for Best Actor in a Leading Role in a Television Drama    | Kings in Grass Castles          | Ganador   |
| 2000 | Drama Desk Award for Outstanding Actor in a Play                      | The Real Thing                  | Ganador   |
| 2000 | Tony al Mejor Actor Principal en una Obra de Teatro                   | The Real Thing                  | Ganador   |
| 2002 | Premio del Sindicato de Actores al mejor reparto                      | The Hours                       | Nominado  |
| 2008 | Primetime Emmy al mejor actor de reparto en una miniserie o telefilme | John Adams                      | Nominado  |
| 2009 | BAFTA al mejor actor de televisión                                    | The Shooting of Thomas Hurndall | Ganador   |
| 2014 | Premio Emmy Internacional para el mejor actor principal               | The Tunnel                      | Ganador   |